# David Hilmers
David Carl Hilmers (Clinton, 28 januari 1950) is een voormalig Amerikaans ruimtevaarder. Hilmers zijn eerste ruimtevlucht was STS-51-J met de spaceshuttle Atlantis en vond plaats op 3 oktober 1985. De missie werd uitgevoerd voor het Amerikaanse ministerie van Defensie.
In totaal heeft Hilmers vier ruimtevluchten op zijn naam staan. In 1992 verliet hij NASA en ging hij als astronaut met pensioen.